# Adolf Nassauski, kralj Njemačke
Adolf od Nassaua (?, o. 1250. – Göllheim kraj Wormsa, 2. srpnja 1298.) je bio nassauski grof od 1277. godine i rimsko-njemački kralj (1292. – 1298.) iz dinastije Nassau.
Rođen je kao sin grofa Valrija od Nassaua. Nije imao ni utjecaj ni moć i upravo je to bio razlog zašto su ga knezovi izbornici izabrali za kralja Njemačke, nakon smrti Habsburgovca, Rudolfa I. († 1291.). Na njegov izbor su najviše utjecali nadbiskupi Mainza i Kölna, koji su bili ujedno i knezovi izbornici. Okrunjen je 2. lipnja 1292. godine u Aachenu okrunjen kao kralj Njemačke. Budući da ga papa nije okrunio u Rimu, nije postao car Svetog Rimskog Carstva.
Rudolfov sin i kandidat za njemačko prijestolje, Albert I. Habsburg († 1308.) je priznao Adolfa za kralja, ali je stalno kovao planove protiv njega.
Od 1294. godine bio je u savezu s Engleskom protiv Francuske. Njegove teritorijalne pretenzije u Tiringiji okrenule su njegove pristaše protiv njega. Dio knezova izbornika je odabrao 1298. godine Alberta I. za kralja Njemačke. Adolf je odbio odreći se krune i priznati novog kralja, pobunio se i poginuo u sukobu s protukandidatom 2. srpnja 1298. godine, u bitci kod Göllheima.

## Vanjske poveznice
- Adolf Nassauski Hrvatska enciklopedija

| Prethodnik: Rudolf I. (1273.-1291.) | Rimsko-njemački kralj (1292. - 1298.) | Nasljednik: Albert I. (1298.-1308.) |